# East Tuddenham
East Tuddenham är en ort och civil parish i Storbritannien.   Den ligger i grevskapet Norfolk och riksdelen England, i den sydöstra delen av landet, 150 km nordost om huvudstaden London. East Tuddenham ligger 50 meter över havet och antalet invånare är 436.
Terrängen runt East Tuddenham är platt. Runt East Tuddenham är det ganska tätbefolkat, med 144 invånare per kvadratkilometer. Närmaste större samhälle är Norwich, 15,5 km öster om East Tuddenham. Trakten runt East Tuddenham består till största delen av jordbruksmark.